# Reinhold Begas
Reinhold Begas (ur. 15 lipca 1831 w Schönebergu, zm. 3 sierpnia 1911 tamże) – niemiecki rzeźbiarz i malarz, syn malarza Carla Josepha Begasa. Jest uważany za głównego reprezentanta berlińskiej szkoły neobaroku.

## Życiorys
Naukę rozpoczął u rzeźbiarza Ludwiga Wilhelma Wichmanna w Berlinie. W latach 1846–1851 był uczniem Christiana Daniela Raucha w berlińskiej Akademii Sztuk Pięknych, kierowanej w latach 1846–1851 przez Johanna Gottfrieda Schadowa. Begas został w roku 1848 współpracownikiem Raucha. Dzięki uzyskanemu stypendium przebywał w latach 1856–1858 w Rzymie, gdzie poznał Arnolda Böcklina i Anselma Feuerbacha.
W roku 1861 został powołany do Arcyksiążęcej Saskiej Szkoły Sztuk Pięknych w Weimarze. W roku 1863 powrócił do Berlina. W okresie 1863–1864 przebywał powtórnie w Rzymie, 1865-1869 w Rzymie, 1869–1870 działał w Rzymie i Paryżu, po czym osiadł na stałe w Berlinie.
Od roku 1871 do końca życia był członkiem berlińskiej Akademii Sztuk Pięknych. W 1883 otrzymał Pour le Mérite za Naukę i Sztukę
Monumentalne dzieła Begasa ukształtowały oblicze Berlina epoki Cesarstwa. Dzięki uznaniu cesarza Wilhelma II otrzymywał zlecenia na reprezentacyjne pomniki, jak np. pomnik cesarza Wilhelma I i pomnik Bismarcka przed Reichstagiem (obecnie na pl. Großer Stern).
Begas jest też twórcą Studni Neptuna (obecnie przed berlińskim ratuszem).

## Dzieła
- 1857 Amor i Psyche, Berlin, Alte Nationalgalerie
- 1858 Pan pociesza Psyche, Berlin, Alte Nationalgalerie
- 1862–1871 Pomnik Schillera, Berlin, Gendarmenmarkt; kopia w Parku Schillera w Berlinie
- ok. 1875/1876 Popiersie Adolpha von Menzela, Berlin, Alte Nationalgalerie
- 1881 Centaur i Nimfa, Berlin, Skulpturengalerie SMPK
- 1885 Borussia Preußenpark, Berlin
- 1874 Grobowiec Arthura Strousberga, Berlin, cmentarz Reinickendorf
- 1893 Popiersie Generalnego Pocztmistrza Heinricha von Stephan, Frankfurt am Main, Museum für Kommunikation
- 1900 Prometeusz, Berlin (na tyłach Akademii Sztuk Pięknych przy Pariser Platz)

## Galeria

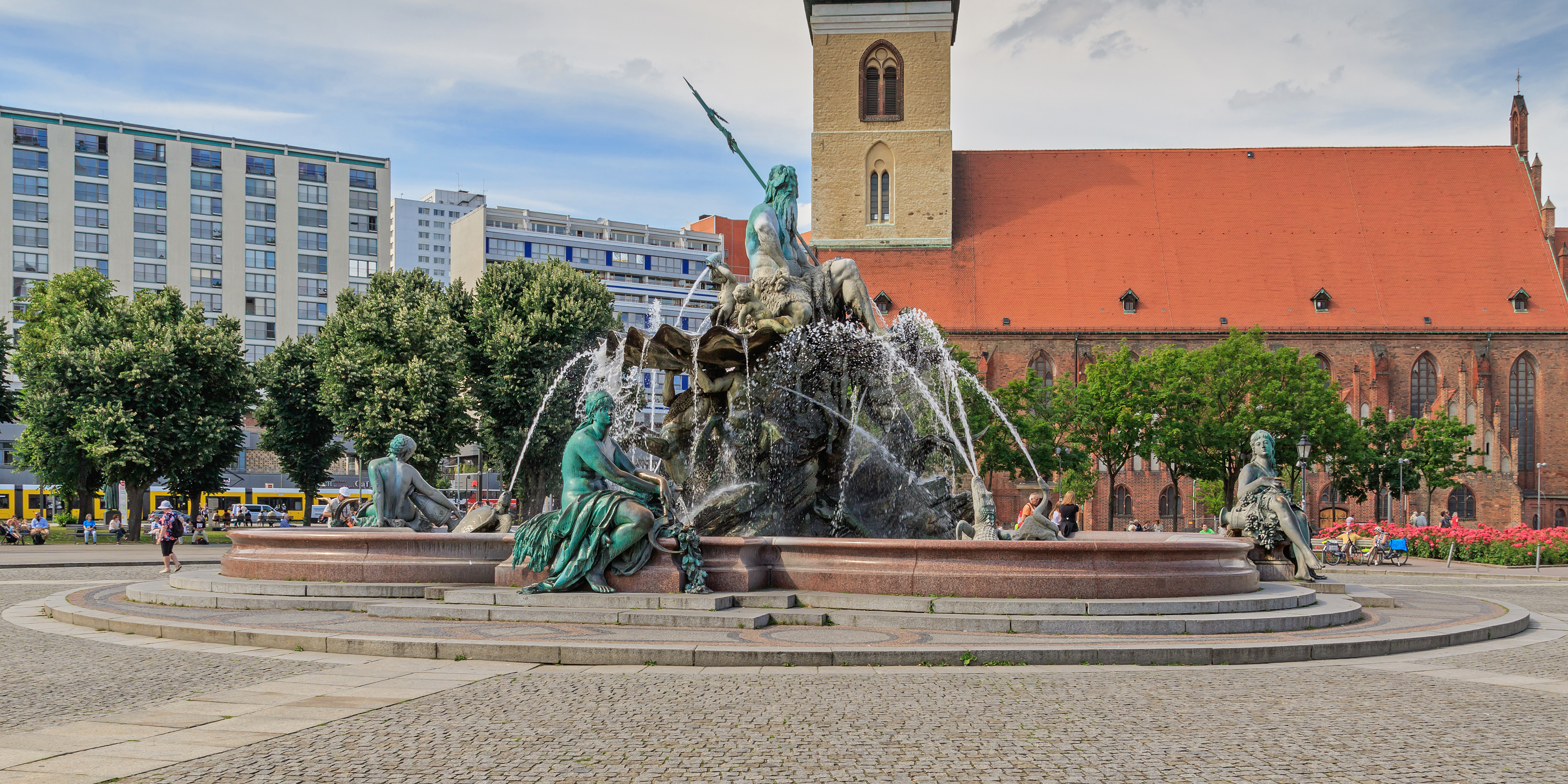
Studnia Neptuna
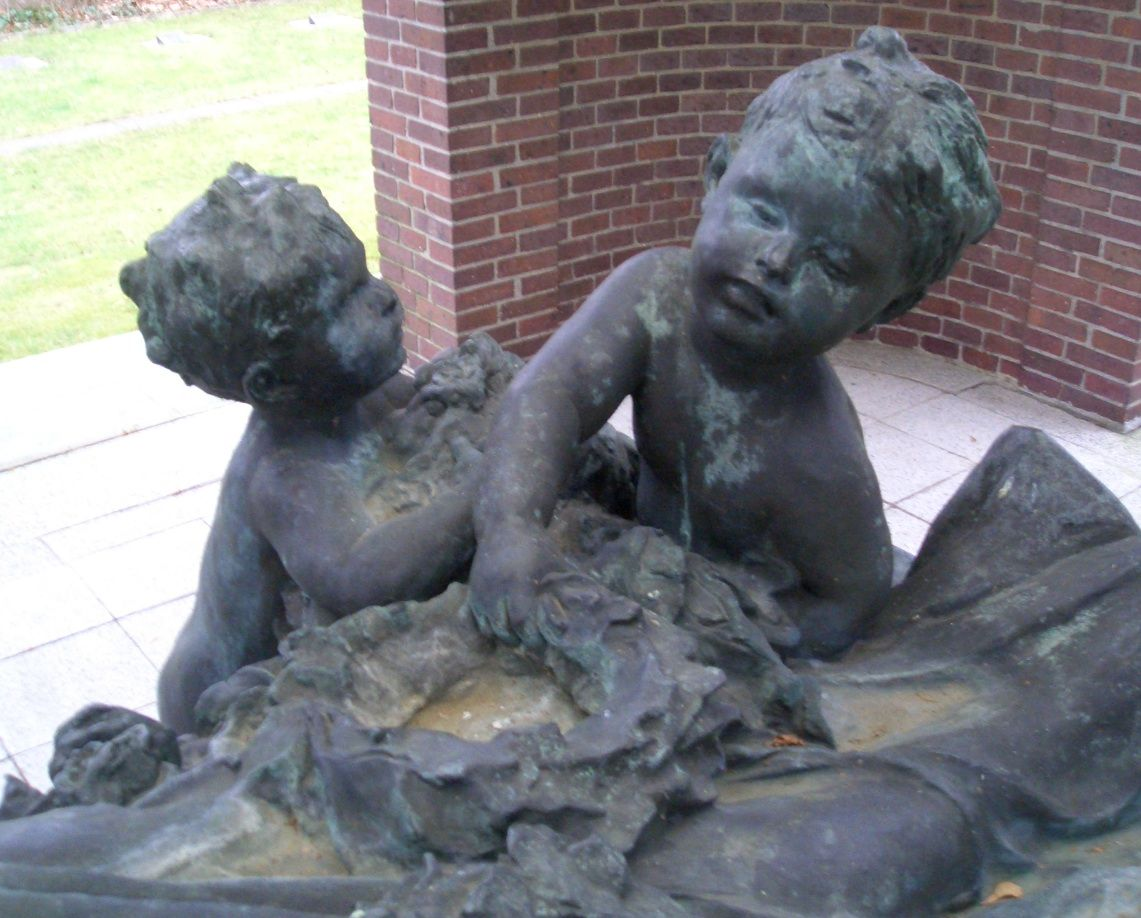
Grobowiec Arthura Strousberga, na cmentarzu Reinickendorf
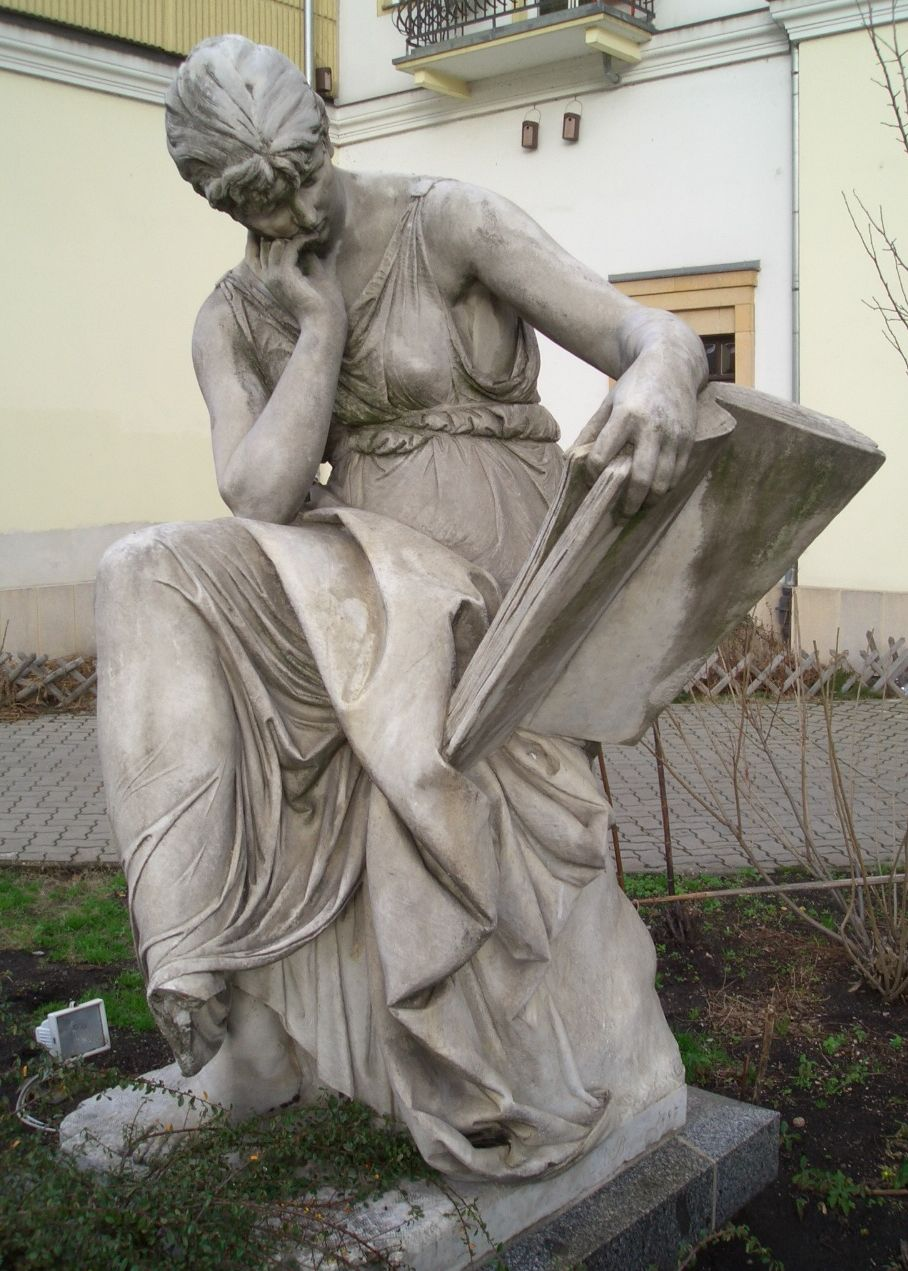
Nauka wojenna, 1887
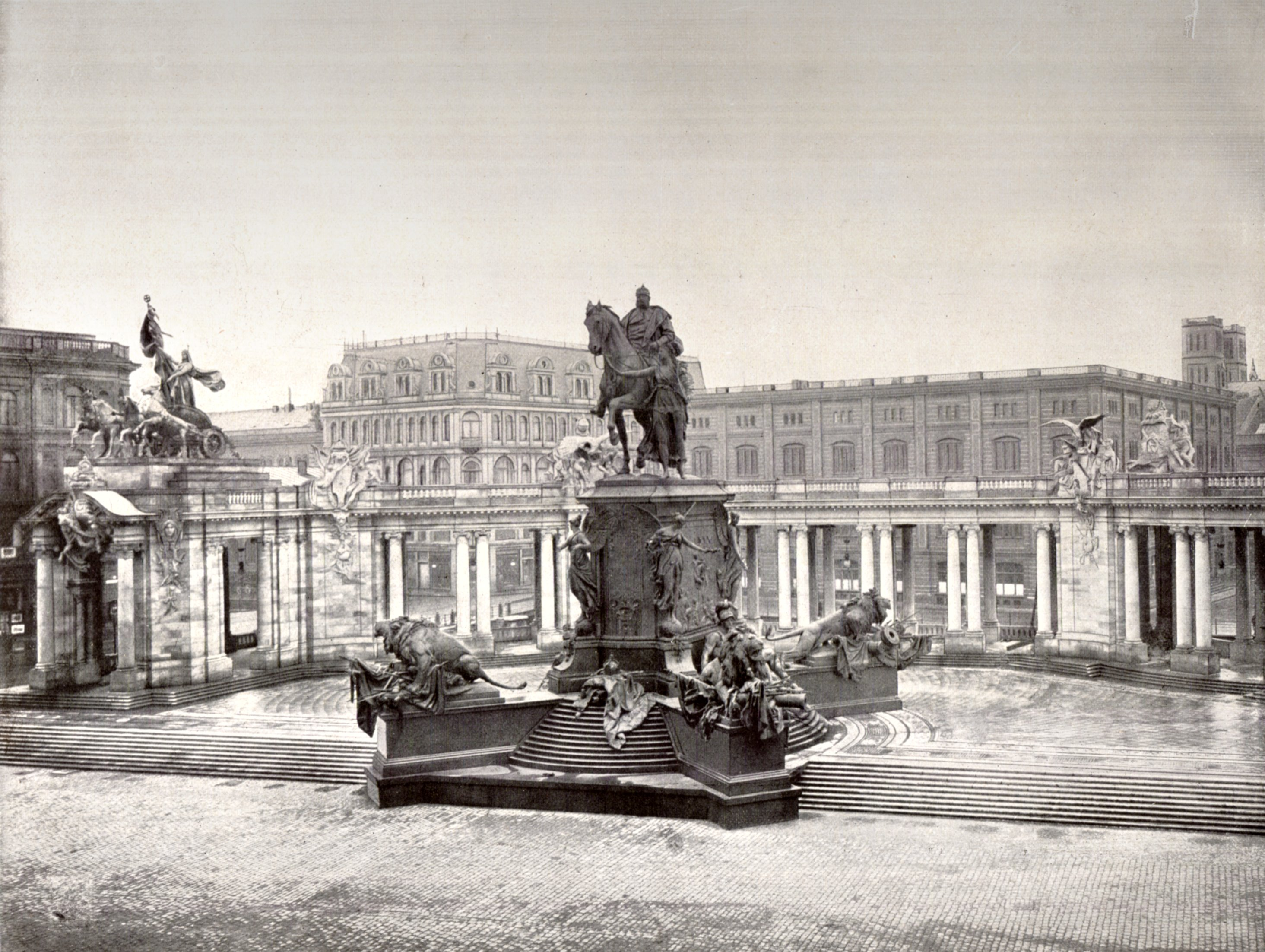
Pomnik Cesarza Wilhelma I (nie istnieje)
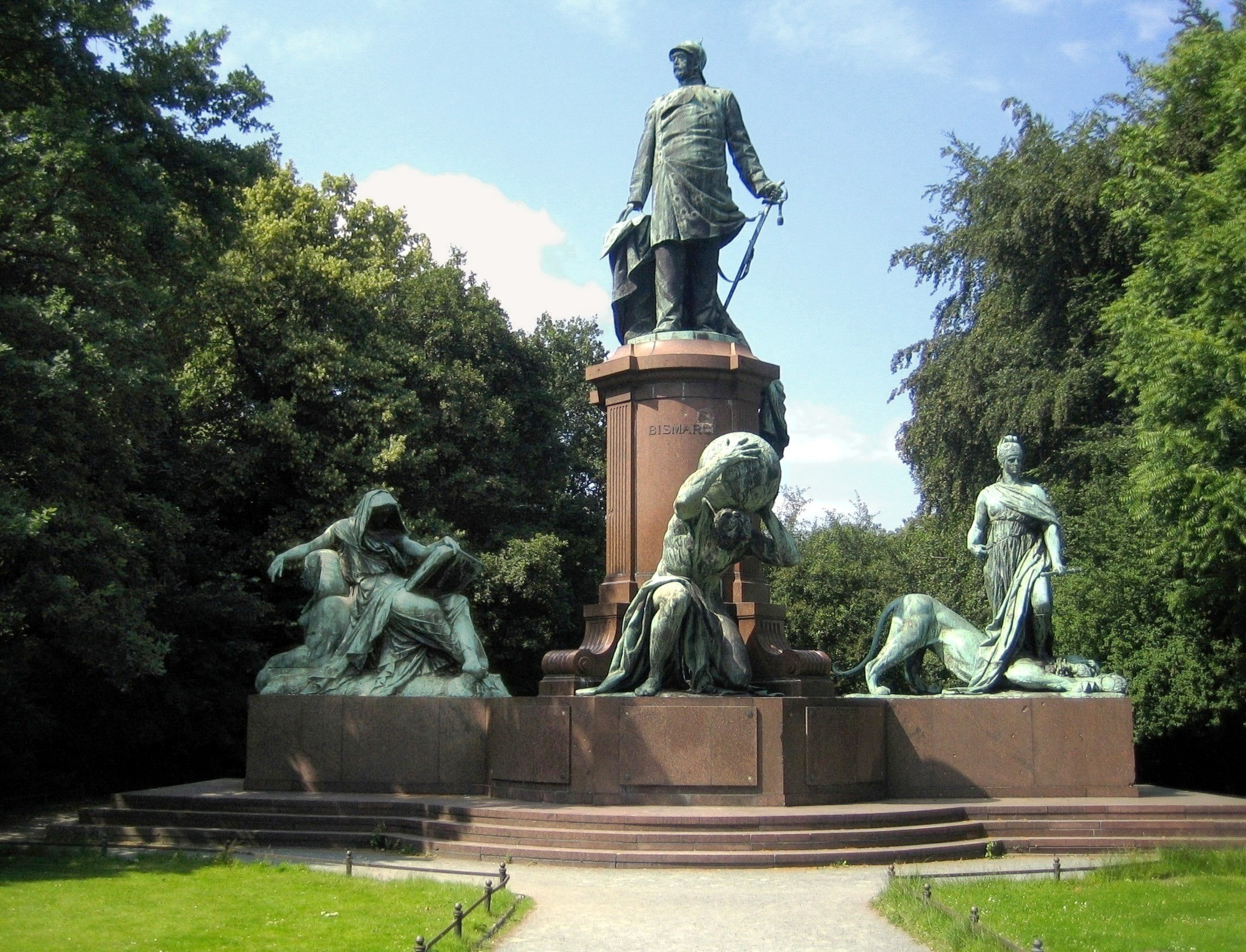
Pomnik Kanclerza Bismarcka
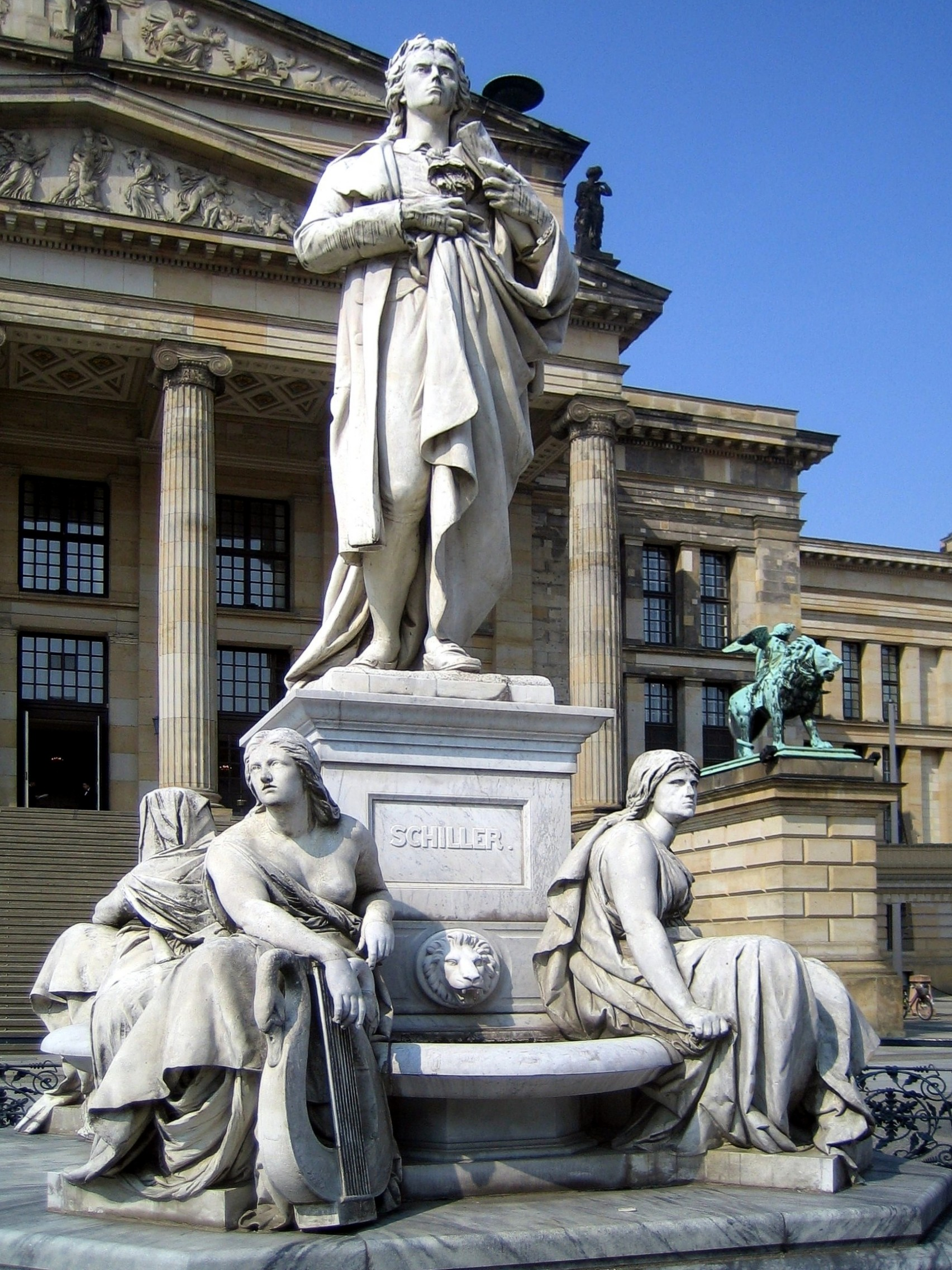
Pomnik Fryderyka Schillera